# 로버트 태프트
로버트 알폰소 태프트(Robert Alphonso Taft, 1889년 9월 8일 ~ 1953년 7월 31일)는 미국의 정치인이다. 오하이오주 태생으로, 미국의 제27대 대통령인 윌리엄 태프트의 아들이다. 예일 대학과 하버드 로스쿨을 졸업한 후, 1936년 상원 의원이 되었으며, 1948년 하틀리와 함께 "태프트·하틀리 법"을 만들었다. 상원 노동 위원장·상원 정책 위원장을 역임하였다.

## 가족 관계
- 아버지 윌리엄 태프트
  - 부인
    - 자녀 4명

## 역대 선거 결과
| 선거명      | 직책명                    | 대수 | 정당   | 득표율 | 득표수      | 결과 | 당락                     |
| ----------- | ------------------------- | ---- | ------ | ------ | ----------- | ---- | ------------------------ |
| 1938년 선거 | 상원의원 (오하이오 제3부) | 76대 | 공화당 | 53.62% | 1,255,414표 | 1위  | 오하이오주 상원의원 당선 |
| 1944년 선거 | 상원의원 (오하이오 제3부) | 79대 | 공화당 | 50.30% | 1,500,609표 | 1위  | 오하이오주 상원의원 당선 |
| 1950년 선거 | 상원의원 (오하이오 제3부) | 82대 | 공화당 | 57.54% | 1,645,643표 | 1위  | 오하이오주 상원의원 당선 |